# おしゃれにナンシー・クランシー
おしゃれにナンシー・クランシー（Fancy Nancy）はアメリカ合衆国のテレビアニメ。
本作は絵本『Fancy Nancy』を原作としており、おしゃれ好きで前向きなナンシー・クランシーが親友のブリーとともに自分たちだけの世界を作る様子を描いている。
2018年7月13日からディズニー・ジュニアで放送されている。日本では2018年12月25日から2022年11月20日までディズニーチャンネルで放送されており、その後はディズニー・ジュニアでも放送されており、ストリーミングサービスではディズニーデラックスで配信されたほか、現在はディズニープラスで配信されている。第1話Aパート（アメリカでは第2話Aパート）では、ナンシーが（セサミストリートみたいに）「ボンジュール、プレイハウスへようこそ!（Bonjour, Welcome To Playhouse!）」と挨拶するところから始まる。なお、ミニアニメ『ファンシーのつくりかた（Fancy It Yourself）』もアメリカで放送されており、日本でも放送されている（主にテレビ東京の『ディズニー・サンデー』）。

## キャラクター
声はオリジナル版/英語版の順(💡英語版/日本語版の順)
ナンシー・マーガレット・クランシー
声 - ミア・シンクレア・ジェネス/宇山玲加
おしゃれが大好きな6歳の女の子。
💡フランスが大好きで、特にパリが好きで、いつかパリに行くことが夢である。(パリに行くための資金を貯める、パリ貯金をしている)
フランスに憧れているからか、時々フランス語を使う。
庭にエッフェル塔の模型などを作っている模様。
人形の「マラベル」を愛用しており、話しかける場合もある(おもちゃドクターの主人公、ドックのように実際に会話はできない)。
フランスに憧れているからか、台詞の間などに単語程度の簡単なフランス語を入れて話す。
周りの人や自分(主に自分)が少し難しげな言葉を使った時は、意味を説明することもある。(フランス語の場合も同じ)
フランス語や難しい言葉をファンシーだと思っている。
タイトルにある通り、ファンシー(おしゃれ)が大好きで、ファンシーにこだわっている。
「ほぼ100%間違いない」が口癖
　自信があることの場合、「私は○○の専門家(みたいなをつける場合もある)よ？」と言って周りの人にアドバイスなどをすることもある。
(例:「私はブリーの専門家みたいなものよ?」=親友のブリーへアドバイスや話を聞こうとしている時など)
ブリアナ・ローズ・ジェームズ
声 - ダナ・ヒース /佐藤美由希
ナンシーの親友。愛称はブリー。

💡趣味は、昆虫採集・観察。部屋に採取した昆虫がいる。
だが、親友のナンシーは虫が嫌いなことを知っており、虫が好きなことをナンシーたちには隠していた。
様々なレッスンをしているようで、母親に呼ばれたり、自分で気づくこともある。
ジョジョ（ジョセフ）
声 - スペン・サーモス/神戸光歩
💡ナンシーの妹で、海賊が好きで、よく海賊ごっこをしている。
海賊が好きだからか、本は「ピーターパン」が好きな模様。

ダグ
声 - ロブ・リグル/ 山本善寿
ナンシーの父
クレア
声 - アリソン・ハニガン/内野恵理子
ナンシーの母
ドロレス・ディバイン
声 - クリスティーン・バランスキー
お隣のおばあさん。
フランク・アンダーソン
声 - ジョージ・ウェント
パイプを修理するお隣のおじいさん
フレンチー
声 - ファビオ・タッソーネ
ナンシーのペット（プードル）
ポピー（シド・クランシー）
ナンシーの祖父
声 - ジョン・ラッツェンバーガー
グラミー（フェイ・クランシー）
声 - ミリアム・フリン/瀬田ひろ美
ナンシーの祖母
フレディー
声 - ブレイク・ムーア
ブリーの弟でジョジョの友達
ライオネル
ナンシーの友人。
ショーン
声 - ジョージ・イオノリス
ライオネルのいとこで自閉症である。「Nancy’s New Friend」にて登場した。
ロンダ
声 - / 畑中万里江
ワンダ
声 - / 畑中万里江
その他吹き替えキャスト：大平あひる、鳥越まあや、菊池ゆうみ

## エピソードリスト
※日本での放送順

### シーズン1
| 話数 | 話数 | サブタイトル （原題） |
| ---- | ---- | --- |
| 1    | 2    | ティーパーティーのしっぱい Tea Party Troubleボンジュール、ちょうちょさん Bonjour Butterfly                                          |
| 2    | 1    | わたしのプレイパレス Chez Nancyファンシーがっこう School de Fancy                                                                   |
| 3    | 3    | ナンシーのウララスパ Nancy's Ooh La La Spaナンシーはアシスタント Nancy Goes to Work                                                 |
| 4    | 4    | ジョジョのおともだち Nancy Versus Dudleyスターのしるし Nancy Makes Her Mark                                                         |
| 5    | 5    | ナンシーおとまりにいく Nancy's Devine Sleepoverナンシーの いがいなライバル Nancy's Sacre Bleu Fondue                                |
| 6    | 6    | ハチャメチャなドッグショー Nancy's Dog Show Disasterめいたんていナンシー The Case of the Disappearing Doll                          |
| 7    | 7    | ゆうじょうのパ・ド・ドゥ La Danse of Friendshipうんめいのくつ Shoe La La!                                                           |
| 8    | 8    | かぞくでキャンプ Camp Fancyおばあちゃまのおもいで Nancy's Vanity D'Art                                                              |
| 9    | 9    | バイバイ、ミス・ムー Toodle-oo, Miss Mooナンシー、スターをプロデュース Nancy Clancy, Starmaker                                      |
| 10   | 10   | カフェ・パルフェ Le Café Parfaiナンシー、ママになる Mademoiselle Mom                                                                |
| 11   | 11   | とっておきのハロウィーンいしょう Nancy's Costume Clashナンシーのこわーいハロウィーン Nancy's Ghostly Halloween                      |
| 12   | 12   | おとなデビュー Grow Up, Jo Jo!ナンシー、レストランにいく Nancy's Supréme Night Out                                                  |
| 13   | 13   | アイススケートにちょうせん Ice Skater Extraordinaireげいじゅつかナンシー Nancy L'Artiste                                            |
| 14   | 14   | みんなでストライキ Vive La Révolution!あこがれのマーメイド Million Dollar Minnow                                                    |
| 15   | 15   | さよなら、ジャン・クロード Au Revoir, Jean-Claudeフレンチーをまもろうだいさくせん Je Spy with My Little Eye                         |
| 16   | 16   | ナンシーのすてきなクリスマス Nancy and the Nice List                                                                                |
| 17   | 17   | ブリーのかくしごと What's Bugging Nancy?ちょうのうりょくしゃ ナンシー Nancy Clancy, Pet Psychic!                                    |
| 18   | 18   | ポエムコンテスト （Nancy, La Poéteグレースはしんゆう? Mon Amie... Grace?                                                            |
| 19   | 19   | ナンシーのじいじとばあやがやってくる （The Amazing Adventures of Grammy and Poppy）アン・ドゥ・チャチャチャ! Un, Deux, Cha Cha Cha! |
| 20   | 20   | ナンシーのずるやすみ The Imaginary Invalideかつのはいいきぶん? Nancy Hops to It!                                                    |
| 21   | 21   | ナンシーのやきもち Nancy's Friendship Faux Pasヒーローになりたい Nancy's Parcel Purrrsuit                                           |
| 22   | 22   | イースターのぼうしコンテンスト Easter Bonnet Bug-A-Booイースター・バニーのなぞ The Great Easter Bunny Stakeout                      |
| 23   | 23   | ナンシーのとっておきニュース In the Know With Nancyポニーとなかよくなろう Nancy's Parfait Pony                                      |
| 24   | 24   | ブリジッドとのたのしいよる Nancy's BFF Babysitterとりかえっこしよう Let's Break a Deal!                                             |
| 25   | 25   | びじゅつかんをひらこう Arts and Craftyあこがれのヒーロー Super Nancy                                                                |

### シーズン2
| 話数 | 話数 | サブタイトル                                                                                                   |
| ---- | ---- | --- |
| 26   | 26   | かいぞくごっこはヤダ The Return of Dudleyナンシーのひとりぐらし Nancy Quits the Clancy's                       |
| 27   | 27   | ナンシーのおたんじょうび Nancy's Parfait Birthday!はじめてのにじ Nancy Finds a Rainbow                         |
| 28   | 28   | わたしのまち パリ Paris, Adieu!わがやのたからもの Nancy's Fancy Heirloom                                       |
| 29   | 29   | バレンタインデー、ジョジョとのやくそく Roses are Red, JoJo is Blueライオネルのきもち Love, Lionel              |
| 30   | 30   | ナンシーとマーメイドバレエ Nancy and the Mermaid Balletおにんぎょうドクター ナンシー Operation: Fix Marabelle! |
| 31   | 31   | かぞくりょこうにしゅっぱつ Bon Voyage, Nancy!あたらしいともだち Nancy's New Friend                             |
| 32   | 32   | フレンチー だいすき Frenchy, Mon Amourせかいいちのおじいちゃま Nancy's Favorite Grandpa                        |
| 33   | 33   | はんにんはだれ？ Nancy Takes The Caseダイナミック・ドゥ The Dynamic Deux                                       |
| 34   | 34   | だれにもいっちゃだめ The Whisper Heard Round The Worldもっとつよくなれるはず Nancy Braves the Storm            |
| 35   | 35   | はじめてのさかなつり Nancy Rocks the Boatはるのドレス Spring Dress Mess                                        |
| 36   | 36   | ジョナサンはマジシャン The Astonishing Jonathanナンシーはしゃちょうさん Nancy Starts A Business                |
| 37   | 42   | めいれいしないで Who's the Bossじまんのまち Little Miss Lettuce                                                |
| 38   | 37   | げんきをだして、デバインさん Trois Cheers for Mrs. Devineはじめてのフランスりょうり Escar-No!                  |
| 39   | 38   | なかよくおちゃを Tea for Threeたのしくすごすほうほう Nancy and Bree Take a Vacation                            |
| 40   | 39   | おうちのきまり Bree's House Rulesダメなものはダメ A Thousand Times Non!                                        |
| 41   | 40   | オークストリートへようこそ Le Boy Next Doorナンシー、はがぬける Nancy's Looth Tooth                            |
| 42   | 41   | もっとやさしくして Attention, S'il Vous Plaît!まねっこジョジョ Copy Cat JoJo                                   |
| 43   | 43   | まちをまもるたたかい Batlle for the Cul-de-Sacサリーメリーがやってきた Sally Merry Clancy                      |
| 44   | 44   | ナンシーのおおみそか New Year's Nancyおじいちゃまへのプレゼント Nancy's Gift to Grandpa                        |
| 45   | 45   | マラベルとシフォン Goodbye, Dolly!おもいだしたくないしっぱい Nancy's Soccer Encore                             |
| 46   | 46   | いぬのせんもんか Leaders of Le Packジョジョとユニコーン JoJo and the Unicorn                                   |
| 47   | 47   | おとまりかいのけんか Pajama Dramaかってにさわっちゃダメ Chirp Trouble                                          |
| 48   | 48   | すきなおんがくはいろいろ Classical Nancyナンシーのおなやみそうだん Nancy's Twin Advice                         |
| 49   | 49   | ナンシーのしょうがいぶつきょうそう Nancy Runs Her Own Raceいやなはなしはジョジョから JoJo Does the Dirty Work  |

### シーズン3
| 話数 | サブタイトル                                         | 原題                                             |
| ---- | ---------------------------------------------------- | ------------------------------------------------ |
| 51   | えいがかんとくナンシー                               | Nancy the Auteur                                 |
| 52   | フレンチーのさいばんスーパーヒーローのなみだ         | Frenchy Takes the StandTears of a Superhero      |
| 53   | あきらめないでなんどもおままごとのルール             | Crochet it Isn't So!Nancy Plays House            |
| 54   | ナンシーのファンシーなとしょかんこねこのおうちさがし | Nancy's Fancy Library!Smitten by a Kitten        |
| 55   | だいすきなブリジットジョジョのおたんじょうびかい     | The Best Baby Sitter Du Monde!Big Top Nancy      |
| 56   | おやすみ、ナンシージョナサンらしいこと               | Nancy's Sweet Dreams!Joie De Jonathan            |
| 57   | パリりょこうをめざしてナンシーのマーメイドものがたり | Vegetables for ParisNancy's Mermaid Tale         |
| 58   | キラリンガールがふたり？バレリーナ、ナンシー         | Dazzle Girl's DoubleDancy Nancy                  |
| 59   | ちからになってあげたいじいじとばあばとたのしいよる   | The Price of Being NicNancy's Good Old New Times |
| 60   | ライオネルのなやみいそがしすぎるブリー               | Lionel Speaks UpWhat's Bree's Story?             |
| 61   | うらにわのハチほんとうのグレース                     | The Buzz on Oak StreetGrace Gets Real            |
| 62   | ナンシーのゆめがかなうパリへのひこうき               | Nancy's Dream Comes TrueNancy's Flight to Paris  |
| 63   | あこがれのパリ                                       | Paris At Last!                                   |

### ファンシーのつくりかた

#### シーズン1
| 話数 | 邦題                                   | 原題                             |
| ---- | -------------------------------------- | -------------------------------- |
| 1    | ファンシーなティーパーティーにしよう   | How to Have a Fancy Tea Party    |
| 2    | おうちのワンちゃんをファンシーにしよう | How to Make Your Dog Fancy       |
| 3    | はねマフラーをつけよう                 | How to Wear a Boa                |
| 4    | ファッションショーをしよう             | How to Have a Fashion Show       |
| 5    | ファンシーなおりょうりをつくろう       | How to Make a Flower You Eat     |
| 6    | ファンシーなかみがたにしよう           | How to Make Your Hair Fancy      |
| 7    | おようふくをファンシーにしよう         | How to Make a Plain Outfit Fancy |
| 8    | ファンシーなティアラをつくろう         | How to Make a Fancy Tiara        |
| 9    | フランスごをはなそう                   | How to Speak Francais            |
| 10   | ファンシーなサインをつくろう           | How to Make a Fancy Signature    |

#### シーズン2
| 話数 | 邦題 | 原題                       |
| ---- | ---- | -------------------------- |
| 1    |      | Nancy's Butterfly Pavilion |
| 2    |      | Nancy's Dance Party        |
| 3    |      | Nancy Plays Dress Up       |
| 4    |      | Frenchy's Spa Day          |
| 5    |      | Nancy Plays Beauty Salon   |
| 6    |      | Nancy Decorates With Dad   |
| 7    |      | Nancy's Pique-Nique        |
| 8    |      | Nancy's Dinner Party       |
| 9    |      | Nancy Arranges Flowers     |
| 10   |      | Nancy's Slumber Party      |

## 主題歌
『ナンシー・クランシーのテーマ（Add a Little Fancy）』
ボーカル - ナンシー・クランシー

## スタッフ
- 翻訳・訳詞 - 高木美和
- 演出 - 太田信乃、清水洋史
- 音楽演出 - 青柳静佳、亀川浩未
- 録音製作 - 東北新社